# Ražebné
Ražebné (též signoraggio [señoradžjo] nebo seigniorage [ˈseɪnjərɪdʒ], ze španělštiny panské) je čistý výnos z vydávání (tisknutí v případě bankovek, ražení v případě mincí) hotových peněz. Ražebné z mincí vychází z rozdílu mezi nominální hodnotou mince a náklady na její výrobu, distribuci a (v případně potřeby) i stažení z oběhu. Ražebné z bankovek je rozdíl mezi úrokem z cenných papírů, jimiž jsou bankovky kryty, a nákladů na výrobu a distribuci těchto bankovek.
Ražebné je pro některé národní (centrální) banky důležitým zdrojem příjmů. Například kanadská státní mincovna v roce 2006 vykázala zisk z ražebného v hodnotě 93 milionů kanadských dolarů a podle The Washington Post tento poplatek tvoří až polovinu příjmů vlády Roberta Mugabeho v Zimbabwe.

## V makroekonomii
V makroekonomii se pod pojmem seigniorage bere jako „daň z inflace“, neboť vláda za služby platí raději vydáváním nových peněz, spíš než vybíráním daní – tuto „daň z inflace“ platí všichni držitelé (hotových) peněz.